# Albino Acereto Cortés
Albino Acereto Cortés (Cansahcab, 5 de junio de 1875-Ciudad de México, 19 de agosto de 1948) fue un escritor, abogado e historiador mexicano.

## Biografía
Nació en Cansahcab, Yucatán, en 1875, hijo de Crescencio Acereto Pérez y Felipa Cortés Canto. Estudió en el Colegio de Enseñanza Primaria y Secundaria del Lic. Benito Ruz y Ruz, posteriormente viajó a la Ciudad de México donde se graduó como abogado.
Se desempeñó en la Secretaría de Gobierno del Estado de Yucatán durante las administraciones de José María Pino Suárez y Eleuterio Ávila. Fungió como jefe del Departamento de Crédito y Comercio de la Secretaría de Hacienda, en 1911, y diputado al Congreso de la Unión en 1912.
Publicó dos obras importantes: Evolución histórica de las relaciones políticas entre México y Yucatán, el cual contó con un prólogo del reconocido escritor Manuel Sánchez Mármol, e Historia política, desde el descubrimiento europeo hasta 1920, incluida en el tercer volumen de la Enciclopedia Yucatanense. Así mismo fue autor de un libro de versos titulado Cantos líricos, del que se hizo una edición privada en 1904.
Falleció el 19 de agosto de 1948 en la Ciudad de México; su cuerpo fue sepultado en el Panteón Francés de San Joaquín.

## Publicaciones seleccionadas

### Libros
- Acereto, Albino (1907). Evolución histórica de las relaciones políticas entre México y Yucatán. México, México: Imprenta Müller hnos. ISBN 9780364581414.
- Acereto Cortés, Albino (1904). Cantos líricos. México, D. F.: Tip. de J. Guerrero.
- Acereto, Albino (1947). «Historia Política desde el descubrimiento europeo hasta 1920». Enciclopedia Yucatanense (México: Gobierno del Estado de Yucatán) III: 5-388.